# Chris Jent
Christopher Matthew «Chris» Jent (Orange, California, 11 de enero de 1970) es un exjugador y entrenador de baloncesto estadounidense que disputó varios partidos en la NBA, además de varias temporadas en Europa. Con 2,01 metros de altura, jugaba en la posición de alero.

## Trayectoria profesional

### Jugador
Después de asistir al instituto Sparta High School en Sparta (Nueva Jersey), jugó al baloncesto universitario cuatro temporadas en los Buckeyes de la Universidad Estatal de Ohio, hasta 1992. 
Tuvo una breve carrera en la NBA jugando en total seis partidos de serie regular, tres para los Houston Rockets en la temporada 1992-93, ocasión en que también participó en la postemporada (jugó en 11 partidos de playoff) y tuvo la oportunidad de ganar un anillo de campeón. Sus otros tres partidos los disputó para New York Knicks en la temporada 1996-97.
Entre sus temporadas con los Rockets y los Knicks jugó, entre otros equipos, con los North Melbourne Giants en la NBL australiana en 1995. También jugó en Italia, España y Grecia.

### Entrenador
Como entrenador, se inició en la temporada 2003-04 con los Philadelphia 76ers como entrenador asistente y de desarrollo de jugadores. En la temporada siguiente trabajó en el mismo puesto con los Orlando Magic, pero fue nombrado entrenador principal interino en los últimos 18 partidos de la temporada 2004-2005 luego de que fuera despedido Johnny Davis, y obtuvo un récord de 5-13. Al comienzo de la siguiente temporada fue reemplazado por Brian Hill. A partir de noviembre de 2006, Jent asumió el papel de asistente de entrenador / director de Desarrollo de Jugadores con los Cavaliers. Se desempeñó como entrenador de tiro personal de LeBron James, mientras que James estuvo en el equipo.
Tras cinco temporadas en Cleveland, el 29 de junio de 2011, se convierte en asistente de Thad Matta en los Buckeyes de Ohio State.
El 10 de junio de 2013, firma como asistente de los Sacramento Kings. Dejando su puesto el 16 de diciembre de 2014.
En agosto de 2015 es nombrado entrenador principal de los Bakersfield Jam.
Luego regresa como asistente a Ohio State para la temporada 2016–17.
En verano de 2017, se une a los Atlanta Hawks como asistente técnico.
Tras cinco años en Atlanta, en junio de 2022 se une al cuerpo técnico de Los Angeles Lakers como asistente de Darvin Ham, con el que ya había trabajado en Atlanta, y donde se reencontrará con LeBron, al que ya entrenó en Cleveland.
En mayo de 2024 se une al cuerpo técnico de los Charlotte Hornets como asistente de Charles Lee.
El 9 de agosto de 2025 se incorpora al cuerpo técnico de los New York Knicks como asistente principal de Mike Brown.

#### Estadísticas como entrenador principal en la NBA
| Temporada | Equipo  | Temporada regular | Temporada regular | Temporada regular | Temporada regular | Playoffs de la NBA | Playoffs de la NBA | Playoffs de la NBA | Playoffs de la NBA |
| Temporada | Equipo  | J                 | G                 | P                 | %                 | J                  | G                  | P                  | %                  |
| --------- | ------- | ----------------- | ----------------- | ----------------- | ----------------- | ------------------ | ------------------ | ------------------ | ------------------ |
| 2004-05   | Orlando | 18                | 5                 | 13                | .277              | -                  | -                  | -                  | -                  |

## Estadísticas de su carrera en la NBA
|  | Denota temporada en la que ganó un campeonato de la NBA |

### Temporada regular
| Año     | Equipo   | PJ | PT | MPP  | %TC  | %3P  | %TL  | RPP | APP | ROB | TPP | PPP  |
| ------- | -------- | -- | -- | ---- | ---- | ---- | ---- | --- | --- | --- | --- | ---- |
| 1993-94 | Houston  | 3  | 0  | 26.0 | .500 | .364 | .500 | 5.0 | 2.3 | .0  | .0  | 10.3 |
| 1996-97 | New York | 3  | 0  | 3.3  | .333 | .667 | .000 | .3  | .3  | .0  | .0  | 2.0  |
| Total   | Total    | 6  | 0  | 14.7 | .469 | .429 | .500 | 2.7 | 1.3 | .0  | .0  | 6.2  |

### Playoffs
| Año   | Equipo  | PJ | PT | MPP | %TC  | %3P  | %TL  | RPP | APP | ROB | TPP | PPP |
| ----- | ------- | -- | -- | --- | ---- | ---- | ---- | --- | --- | --- | --- | --- |
| 1994  | Houston | 11 | 0  | 5.6 | .250 | .231 | .000 | .8  | .6  | .2  | .0  | 1.2 |
| Total | Total   | 11 | 0  | 5.6 | .250 | .231 | .000 | .8  | .6  | .2  | .0  | 1.2 |

## Estadísticas ligaACB
| Año  | Equipo   | PJ | PT | MPP  | %TC  | %3P  | %TL  | RPP  | APP  | ROB  | TPP  | PPP  |
| ---- | -------- | -- | -- | ---- | ---- | ---- | ---- | ---- | ---- | ---- | ---- | ---- |
| 1993 | Joventut | 14 | 0  | 9.57 | .301 | .310 | .820 | 1.71 | 0.42 | 0.57 | 0.07 | 3.57 |